# Eupempelus olivaceus
Eupempelus olivaceus is een keversoort uit de familie boktorren (Cerambycidae). De wetenschappelijke naam van de soort is voor het eerst geldig gepubliceerd in 1870 door Bates.